# Dunkvastgräs
Dunkvastgräs (Chloris virgata) är en gräsart som beskrevs av Olof Swartz. Dunkvastgräs ingår i släktet kvastgrässläktet, och familjen gräs. Inga underarter finns listade i Catalogue of Life.

## Bildgalleri

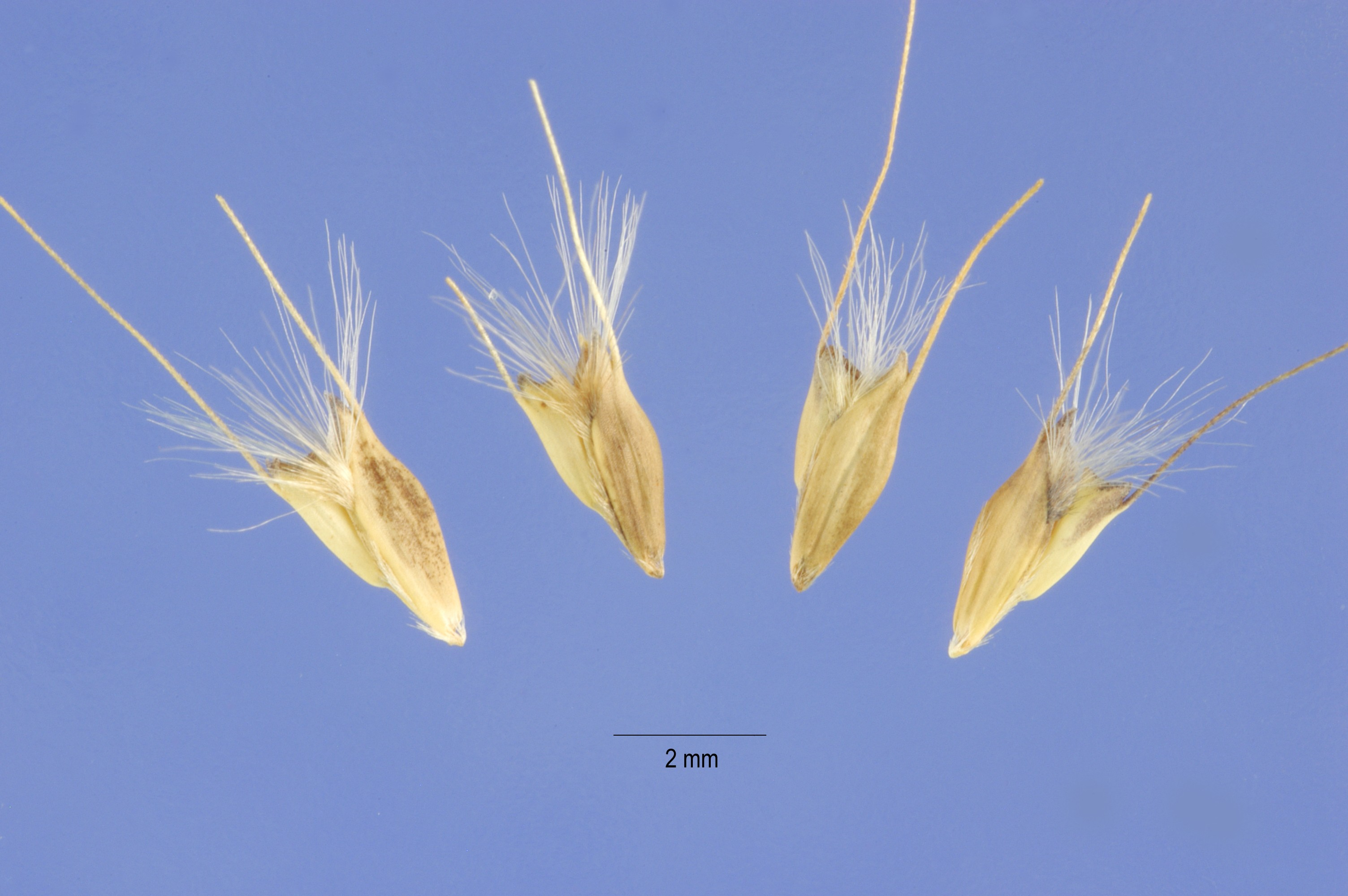
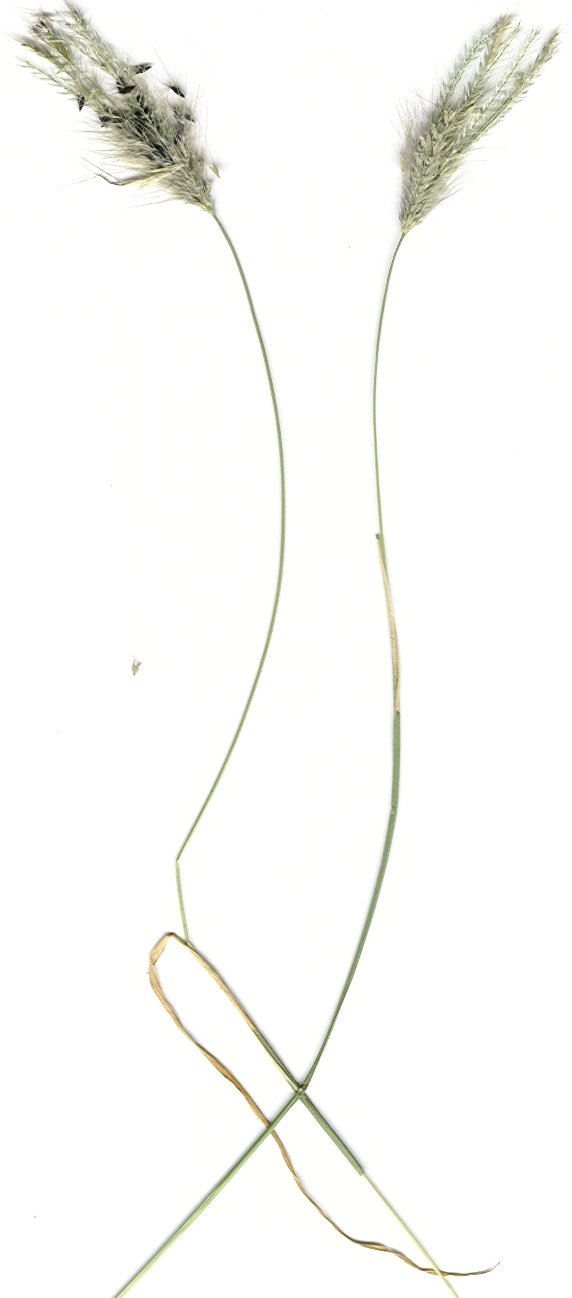
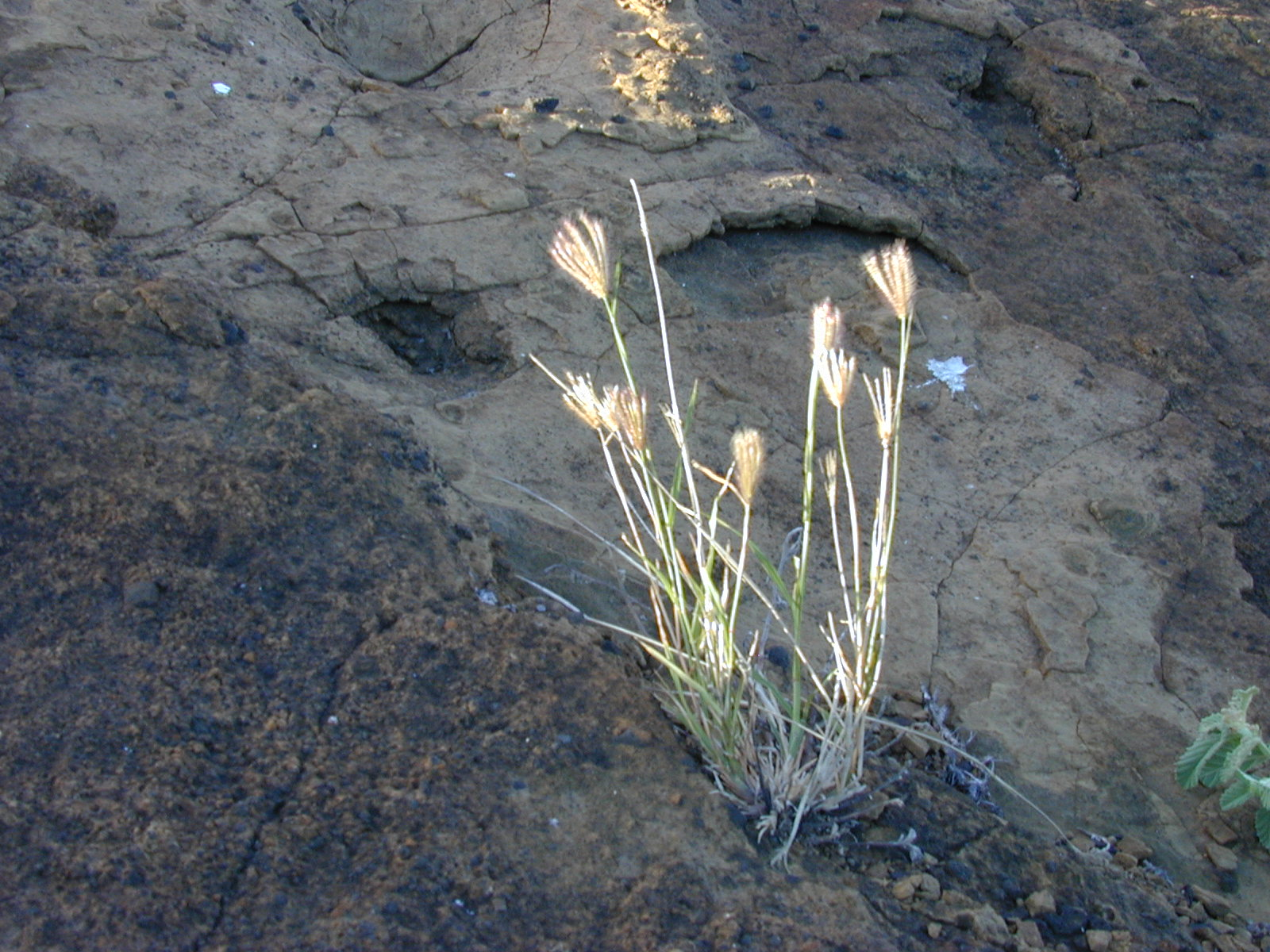
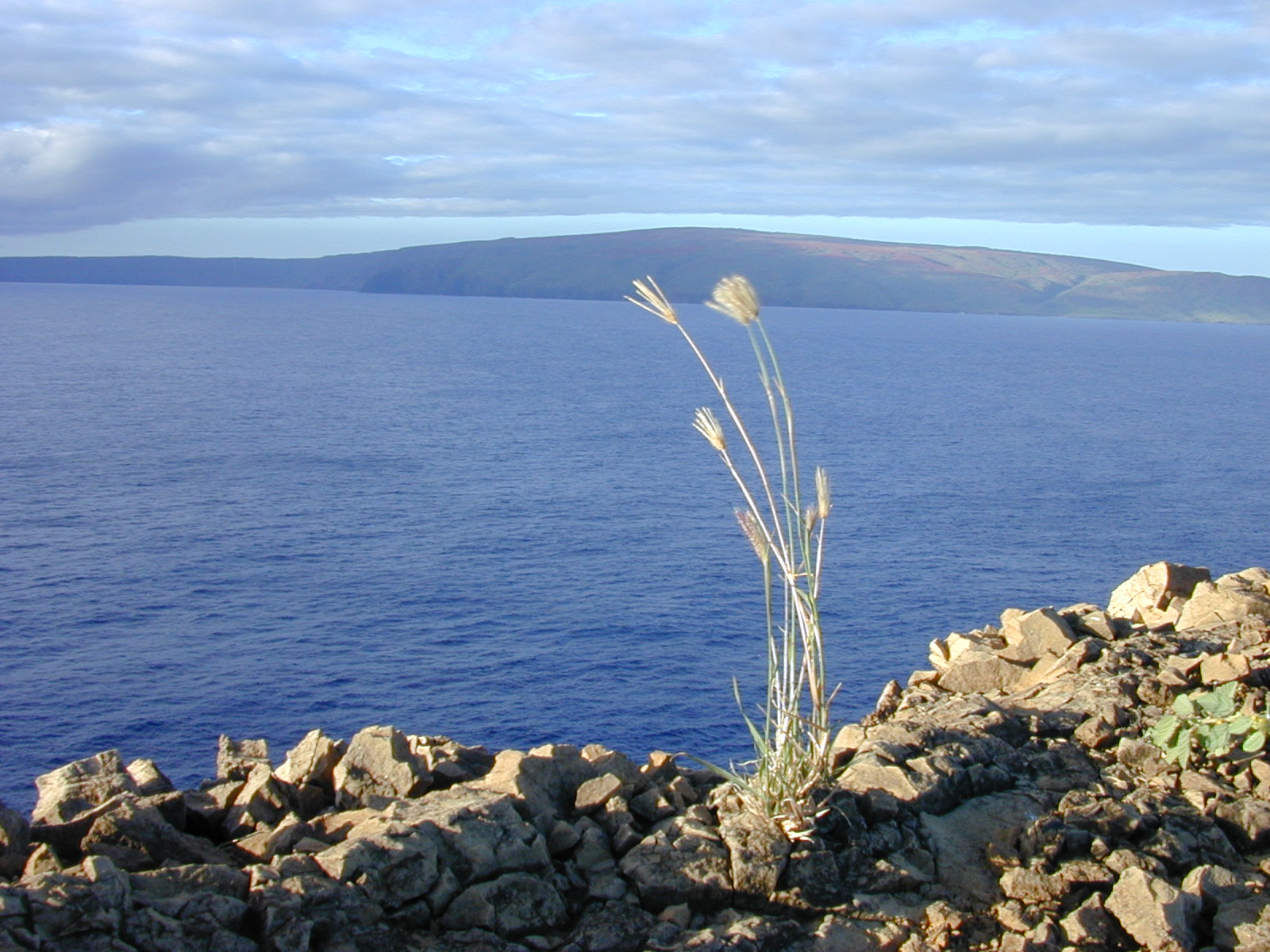